# Grbavac (Župa dubrovačka)
Grbavac is een plaats in de gemeente Župa dubrovačka in de Kroatische provincie Dubrovnik-Neretva. De plaats telt 102 inwoners (2001).